# Assassin's Creed Odyssey
Assassin's Creed Odyssey je historická akční hra na hrdiny vydaná Ubisoftem, jedná se o jedenáctou hlavní hru série Assassin's Creed. Tento díl vyšel 5. října 2018 pro platformy Microsoft Windows, PlayStation 4 a Xbox One. Děj se odehrává v období antiky v Řecku během Peloponéské války.
Ke hraní si lze vybrat jednu ze dvou postav – Kassandru nebo Alexia, přičemž každý k událostem přistupuje trochu jinak. Obě hlavní postavy pocházejí ze Sparty. Rozhodnutí utváří svět díky více než 30 hodinám dialogů s výběrem odpovědí a vícero možným koncům hry.
Odsouzen/a na smrt svou rodinou se Kassandra/Alexios vydávají na úžasnou cestu ve válkou rozpolceném světě, vytvářeném lidmi i bohy, ve kterém se sráží hory s mořem. Hlavním nepřítelem je Kult Kosmos, jehož cílem je pomocí války mezi Spartou a Athénami dostat se k moci. Na její/jeho cestě se z žoldáckého vyvrhela stane legendární řecký hrdina, který také odhalí tajemství své minulosti. Jedna dějová linka se také odehrává v našem světě v přítomnosti. Tato série téměř nesouvisí s příběhy řádu assassinů. Děj hry se odehrává mezi roky 431–422 př. n. l. Dokonce se v tomto díle vyskytují mytické bytosti jako např. kyklop. Můžete oslabovat stranu Sparty nebo naopak Athén. Potkáte se se zajímavými postavami z historie Antického Řecka – např. s Herodótem nebo Pythágorasem. Pokud s hlavní postavou provedete něco nekalého, může na vás hra vypsat odměnu, kvůli které vás hledají ostatní žoldáci. Hlavní postava je potomkem krále Leonida, po kterém zdědí úlomek jeho kopí, se kterým budete ve hře velmi často pracovat.

## Season Pass
Zahrnuje dvě velké příběhové linie (každá o třech epizodách), dvě samostatné hry a další drobný obsah.
- Příběhová linie Legacy of the First Blade (Odkaz první čepele) – Seznámení se s úplně prvním assassinem, který používal skrytou čepel. Příběh pojednává o Řádu předků kteří se snaží o vyhubení tzv. poskvrněných.
- Příběhová linie The Fate of Atlantis (Osud Atlantidy) – Zkoumání záhady slavného potopeného města, setkání s nadpřirozenými nestvůrami, odhalení tajemství První civilizace, která je zodpovědná za většinu technologicko-magických zázraků, které se v AC sérii vyskytují
- Remastery Assassin's Creed III a Assassin's Creed III: Liberation
- Nové příběhy, mise, postavy
- Nové zbraně a zbroje – Dostupné i zdarma bez zakoupení Season Passu (při splnění určitých úkolů)